# Presidencia Roque Sáenz Peña
Presidencia Roque Sáenz Peña – miasto w Argentynie w prowincji Chaco; 76 tys. mieszkańców (2006).